# Nicole Gibbs
Nicole Gibbs nacida el 3 de marzo de 1993 es una tenista profesional estadounidense. Actualmente alterna jugando torneos WTA e ITF. Su ranking más alto a nivel individual lo ha conseguido el 25 de julio de 2016 al alcanzar la posición n.º 68 y en dobles lo hizo el 19 de noviembre de 2016, alcanzó la posición n.º 107.

## Títulos WTA125s

### Individuales (0)

#### Finalista (1)
| N.º | Fecha                   | Torneo           | Superficie | Rival            | Resultado     |
| --- | ----------------------- | ---------------- | ---------- | ---------------- | ------------- |
| 1.  | 29 de noviembre de 2015 | Carlsbad Classic | Dura       | Yanina Wickmayer | 3–6, 6–7(7-4) |

### Dobles (0)

#### Finalista (1)
| N.º | Fecha                   | Torneos  | Superficie | Pareja        | Oponentes            | Resultado           |
| --- | ----------------------- | -------- | ---------- | ------------- | -------------------- | ------------------- |
| 1.  | 26 de noviembre de 2016 | Honolulu | Dura       | Asia Muhammad | Eri Hozumi Miyu Kato | 7-6(3), 3-6, [8-10] |

## Títulos ITF

### Individuales (7)
| Torneos de $100 000 |
| Torneos de $80 000  |
| Torneos de $60 000  |
| Torneos de $25 000  |
| Torneos de $15 000  |
| Torneos de $10 000  |

| N.º | Fecha                  | Torneo                   | Superficie | Rival                        | Resultado   |
| --- | ---------------------- | ------------------------ | ---------- | ---------------------------- | ----------- |
| 1.  | 2 de diciembre de 2007 | Ciudad de México, México | Dura       | María Fernanda Álvarez Terán | 7-5 6-3     |
| 2.  | 8 de julio de 2012     | Colorado, EE. UU         | Dura       | Julie Coin                   | 6-2 3-6 6-4 |
| 3.  | 8 de julio de 2013     | Yakima, EE. UU           | Dura       | Ivana Lisjak                 | 6-1 6-4     |
| 4.  | 14 de julio de 2014    | Carson, EE. UU           | Dura       | Melanie Oudin                | 6-4 6-4     |
| 5.  | 25 de junio de 2017    | Baton Rouge, EE. UU      | Dura       | Francesca Di Lorenzo         | 6–3, 6–3    |
| 6.  | 28 de mayo de 2018     | Naples, EE. UU           | Dura       | Ashley Kratzer               | 6-4 6-4     |
| 7.  | 25 de febrero de 2019  | Rancho Santa Fe, EE. UU  | Dura       | Kristie Ahn                  | 6–3, 6–3    |

### Dobles (1)

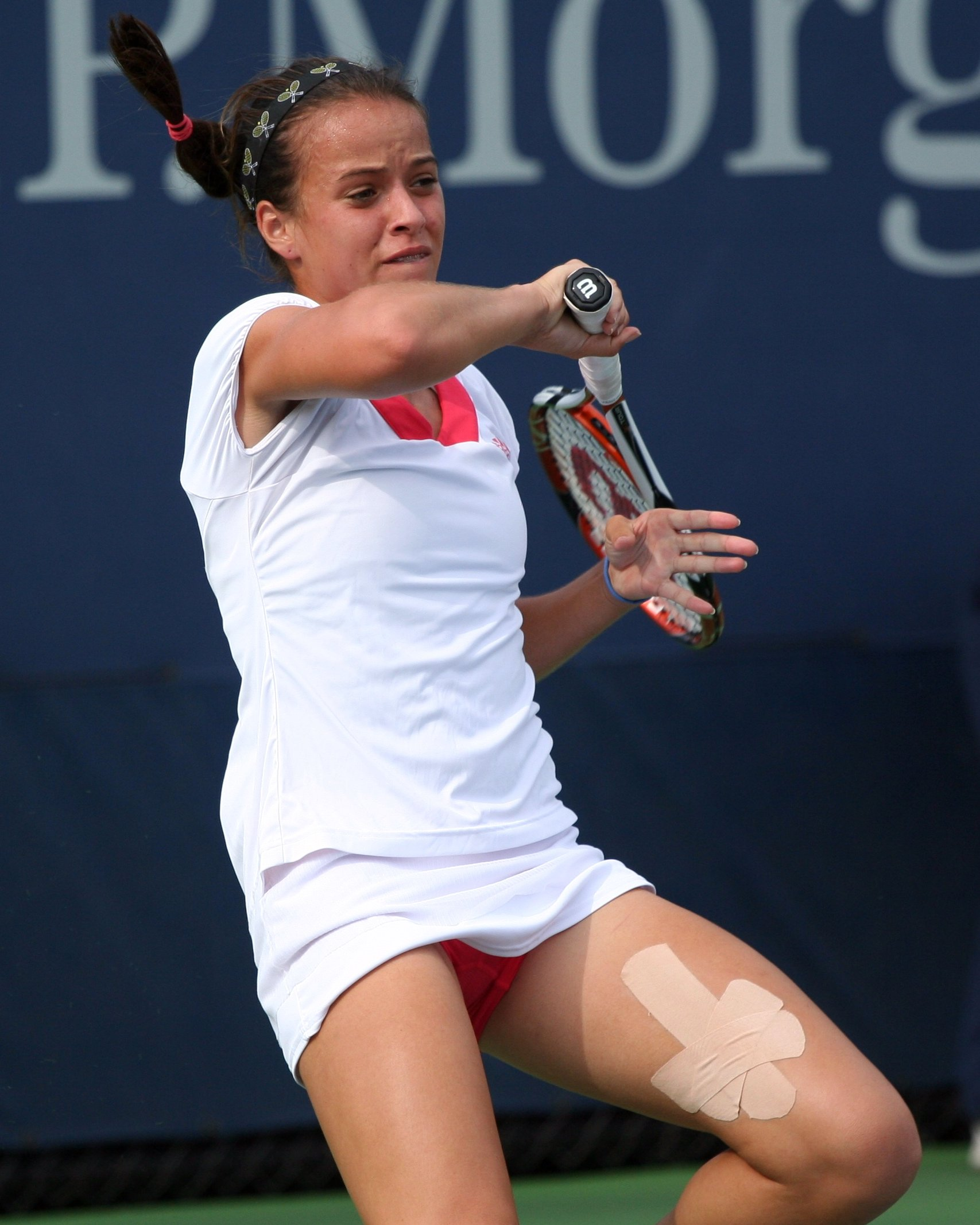
Nicole Gibbs durante la disputa del US Open Junior de 2009.

| Torneos de $100 000 |
| Torneos de $75 000  |
| Torneos de $50 000  |
| Torneos de $25 000  |
| Torneos de $15 000  |
| Torneos de $10 000  |

| N.º | Fecha              | Torneo                              | Superficie    | Pareja      | Rivales                       | Resultado |
| --- | ------------------ | ----------------------------------- | ------------- | ----------- | ----------------------------- | --------- |
| 1.  | 10 de mayo de 2010 | Raleigh, Carolina del Norte, EE. UU | Tierra batida | Kristie Ahn | Alexandra Mueller Ahsha Rolle | 6-3, 6-2. |